# Rock War
Rock War est une série de livres pour adolescents écrite depuis 2014 par Robert Muchamore, en France la série est traduite par Antoine Pinchot et est édité depuis 2016 aux éditions Casterman.

## Présentation
La série suit trois jeunes musiciens en herbe, Jay Thomas, Summer Smith et Dylan Wilton, qui participent à l'émission de téléréalité fictive "Rock War".

## Livres

### La rage au cœur
La rage au cœur (Rock War) est le premier tome de la série publié le 27 février 2014 au Royaume-Uni et le 6 janvier 2016 en France.

### L'audition
L'audition (The audition) est un tome bonus considéré comme le tome 1½, il a été écrit et publié pour le World Book Day le 6 mars 2014 et est sortie en France le 7 juin 2017 gratuitement à l'achat de 2 livres Casterman.

### L'enfer du décor
L'enfer du décor (Boot Camp) est le deuxième tome de la série publié le 1er octobre 2015 au Royaume-Uni et le 18 janvier 2017 en France. 

### Hors de contrôle
Hors de contrôle (Gone Wild) est le troisième tome de la série publié le 6 octobre 2016 et le 6 septembre 2017 en France. À l'origine le livre devait s'appeler Battle Zone. 

### L'ultime rappel
L'ultime rappel (Crash Landing) est le quatrième tome de la série publié le 5 octobre 2017 au Royaume-Uni et le 30 mai 2018 en France.